# Serieåret 2002

## Händelser

### Augusti
- Augusti - Våran fröken (original Miss Peach) - serien nedlagd efter 45 år.

### Okänt datum
- FF med Bert - serietidningen nedlagd efter 9 år.[1]
- Fox Kids Mix (Magazine) - Ny serietidning från Egmont
- Lantis - Ny serietidning från Seriefrämjandet.[2]
- Powerpuff Girls - Ny serietidning från Full Stop Media.[3]
- Sabrina - Ny serietidning från Egmont baserat på TV-serien med samma namn.[4]
- Smurfarna - Ny serietidning från Egmont.[5]
- Träsket - Ny serietidning från Egmont.[6]
- Uti vår hage - Ny serietidning från Egmont.[7]

## Pristagare
- Adamsonstatyetten: Daniel Clowes, Jerry Scott, Lars Mortimer
- Unghunden: Mats Källblad
- Urhunden för svenskt album: "Fröken Märkvärdig & karriären" av Joanna Rubin Dranger
- Urhunden för översatt album: "Holmenkollen" av Matti Hagelberg (Finland)

## Utgivning
- Kalle Anka & c:o : den kompletta årgången 1953, vol. 1-2
- Kalle Anka & c:o : den kompletta årgången 1954, vol. 1-2
- Kalle Anka & c:o : den kompletta årgången 1955, vol. 1
- Kalle Anka och hans vänner önskar god jul 8
- Kalle Ankas Pocket #267-279
- Mangan Dragon Ball 22-33 ges ut i Sverige.
- Mangan Digimon ges ut i sex nummer i Sverige.
- Pseudomangan W.i.t.c.h. ges ut i tolv nummer i Sverige.

### Album
- Eva & Adam - Sällskapsresa i fel sällskap[8]
- Usagi Yojimbo (seriealbum)[9]
- Västernlegenderna bröderna Dalton (Lucky Luke)[10]

### Fotnoter
1. ↑  Seriesamlarna
2. ↑  Svenskt serieindex
3. ↑  Seriesamlarna
4. ↑  Seriesamlarna
5. ↑  Seriesamlarna
6. ↑  Seriesamlarna
7. ↑  Seriesamlarna
8. ↑  Seriesamlarna
9. ↑  Seriesamlarna
10. ↑  ”Lucky Luke på svenska”. Arkiverad från originalet den 11 november 2014. https://web.archive.org/web/20141111004811/http://www.visit.se/~dampgrodan/album_kronolog.html. Läst 12 mars 2011.